# فرنسيسكو نونيز (موزع)
فرنسيسكو نونيز (بالإنجليزية: Francisco Núñez)‏ هو موزع أمريكي، ولد في 1965 في نيويورك في الولايات المتحدة.

## وصلات خارجية
- فرنسيسكو نونيز على موقع ميوزك برينز (الإنجليزية)
- فرنسيسكو نونيز على موقع أول ميوزيك (الإنجليزية)
- فرنسيسكو نونيز على موقع أول ميوزيك (الإنجليزية)
- فرنسيسكو نونيز على موقع أول ميوزيك (الإنجليزية)
- فرنسيسكو نونيز على موقع ديسكوغز (الإنجليزية)